# Acacia nicoyensis
Acacia nicoyensis é uma espécie de leguminosa do gênero Acacia, pertencente à família Fabaceae.